# Osterried (Marktoberdorf)
Osterried ist ein Gemeindeteil der Stadt Marktoberdorf im schwäbischen Landkreis Ostallgäu (Bayern).

## Lage
Das Dorf liegt auf der Gemarkung Rieder im Osten des Gemeindegebietes, nahe der Grenze zur Gemeinde Stötten am Auerberg. Eine Verbindungsstraße führt zur 400 m entfernten Bundesstraße 16.

## Geschichte
Osterried wird im Salbuch von 1394 des Fürststifts Kempten mit einem Gut erwähnt. In der Reformationszeit erwarb das Hochstift Augsburg das Gebiet der ehemaligen Gemeinde Rieder, zu der Osterried bis 1971 gehörte, und verleibte es dem Pflegamt Oberdorf ein. In der Ortsstatistik um 1800 des Hochstifts Augsburg zählte der Ort 5 Sölden und 9 Häuser.

## Dorfkapelle St. Wendelin

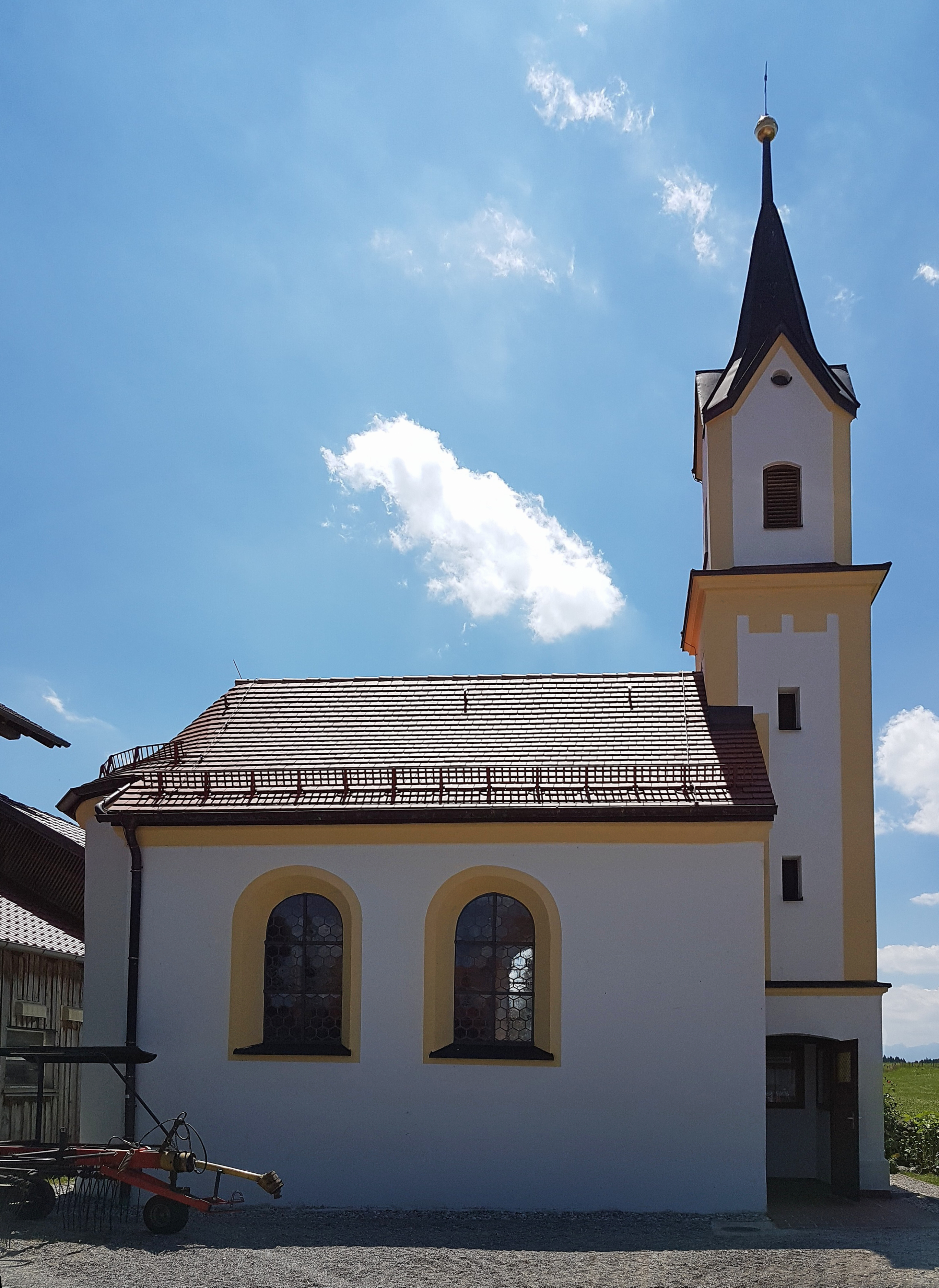
Wendelinskapelle

Der 1732 erbaute Sakralbau mit zweijöchigem Langhaus und kurzer halbrunder Apsis besitzt im Innern einen Altar um 1900, Kreuzwegstationen des späten 18. Jahrhunderts und ein Kruzifix (18. Jahrhundert). Im späten 19. Jahrhundert erhielt der Bau einen neuen Turm.